# Římskokatolická farnost Vejvanovice
Římskokatolická farnost Vejvanovice je územním společenstvím římských katolíků v rámci chrudimského vikariátu královéhradecké diecéze.

## O farnosti

### Historie
Ve Vejvanovicích existoval původně románský kostelík, který byl kolem poloviny 14. století nahrazen kostelem gotickým.[zdroj?] V roce 1350 je kostel zmiňován jako farní, po husitských válkách se farnost stala utrakvistickou a později se luteranizovala. Po bitvě na Bílé hoře byla farnost zrušena a od roku 1623 byly Vejvanovice přifařeny do Chrasti. Až v roce 1720 byla obnovena samostatná duchovní správa, v roce 1724 byla postavená fara a rozšířen kostel. Farnost měla sídelního duchovního správce do 20. století. Později začala být duchovní správa obstarávána ex currendo odjinud (z Chrasti, nebo z Chrudimi).

### Současnost
Farnost je spravována ex currendo z Chrudimi.
| Fotografie | Kostel                         | Místo          | Bohoslužba                                     | Bohoslužba                                     | Poznámka     |
| ---------- | ------------------------------ | -------------- | ---------------------------------------------- | ---------------------------------------------- | ------------ |
|            | Kaple svatého Jana Křtitele    | Dolní Bezděkov | bohoslužby o pouti a na výročí posvěcení kaple | bohoslužby o pouti a na výročí posvěcení kaple | obecní kaple |
|            | Kaple Nejsvětější Trojice      | Dvakačovice    | bohoslužby o pouti a na výročí posvěcení kaple | bohoslužby o pouti a na výročí posvěcení kaple | obecní kaple |
|            | Kaple Navštívení Panny Marie   | Stíčany        | bohoslužby o pouti a na výročí posvěcení kaple | bohoslužby o pouti a na výročí posvěcení kaple | obecní kaple |
|            | Kaple svatého Václava          | Úhřetice       | bohoslužby o pouti a na výročí posvěcení kaple | bohoslužby o pouti a na výročí posvěcení kaple | obecní kaple |
|            | Kostel Nanebevzetí Panny Marie | Vejvanovice    | neděle                                         | 10.30                                          | farní kostel |